# لسانيات اجتماعية
علم اللسانيات الاجتماعية أو اللغويات الاجتماعية أو علم اللغة الاجتماعي (بالإنجليزية: Sociolinguistics)‏ هو فرع من علم اللغويات أو اللسانيات، يهتم بدراسة تأثير جميع جوانب المجتمع، ويتضمن ذلك المعايير الثقافية والتوقعات والبيئة وطريقة استخدام اللغة والآثار المترتبة على استخدام اللغة في المجتمع. وتختلف اللسانيات الاجتماعية عن علم اجتماع اللغة حيث تركز اللسانيات الاجتماعية على تأثير المجتمع على اللغة، بينما يُركز علم اجتماع اللغة على تأثير اللغة على المجتمع. وتتداخل اللسانيات الاجتماعية إلى حد كبير مع علم التخاطب، ولها ارتباطاً تاريخياً وثيقاً مع علم الإنسان اللغوي، وقد حصل مؤخراً جدل حول الفرق بين المجالين.
ويَدرس هذا العلم أيضاً كيف تختلف لسن اللغة بين الجماعات التي تفصلها متغيرات اجتماعية معينة مثل العرق والدين والجنس والمستوى الاجتماعي ومستوى التعليم والعمر وما إلى ذلك، وكيفية استخدام إنشاء هذه القواعد والالتزام بها لتصنيف الأفراد في طبقات اجتماعية أو اجتماعية اقتصادية. وكما يختلف استخدام أي لغة من مكان إلى آخر (لكنة) يختلف استخدام اللغة أيضاً بين الطبقات الاجتماعية، وهذه هي اللهجات الاجتماعية التي يهتم علماء اللسانيات الاجتماعية بدراستها.
ويندرج تحت هذا العلم فروع أخرى كعلم اللهجات، والتخطيط اللغوي، والتحول اللغوي (Language Shift)، والموت اللغوي.

## التاريخ
أول من درس الجوانب الاجتماعية للغة بالمعنى الحديث هم لغويون من الهند واليابان في الثلاثينات من القرن العشرون، وكذلك من سويسرا في أوائل القرن العشرين، لكن لم تلق أي من هذه الدراسات اهتمام في الغرب حتى وقت متأخر. بينما أُسست دراسة المحفزات الاجتماعية لتغير اللغة في أواخر القرن التاسع عشر من خلال نموذج الموجة. وكان توماس كالون هودسون أول من صدق على استخدام مصطلح اللسانيات الاجتماعية في بحث له عام 1939. وظهرت اللسانيات الاجتماعية لأول مرة في الغرب في نهاية الستينيات من القرن العشرين وكان من روادها لغويون أمثال ويليام لابوف في الولايات المتحدة وباسيل بيرنستين في المملكة المتحدة.
ويعتبر ويليام لابوف المؤسس العملي لهذا العلم وذلك في عام 1966 عندما طبع كتابه: التراتبية الاجتماعية في إنكليزية مدينة نيويورك. ولكن في الوقع بدأ هذا العلم قبل ذلك بكثير وتحديدا في بدايات القرن العشرين عندما أكد دوركايم على علاقة اللغة الوثيقة مع المجتمع، وكذلك فرديناند دي سوسير في كتابه:محاضرات في اللسانيات العامة.
في عام 1960، قام ويليام ستيوارت وهينز كلوس بتقديم المفاهيم الأساسية للنظرية اللغوية الاجتماعية للغات متعددة المراكز والتي تصف أشكال الاختلاف في اللغات الرسمية بين الشعوب (مثلاً اللغة الإنجليزية الأمريكية أو البريطانية أو الكندية أو الأسترالية، اللغة الألمانية النمساوية أو الألمانية أو السويسرية، اللغة الصربية الكرواتية البوسنوية أو الكرواتية أو المونتنيغرية أو الصربية).    

### أبحاث لابوف
تُعد الدراسة التي أنجزها لابوف في جزيرة مارثاز فينيارد من أهم وأول الدراسات التي مهدت الطريق لقيام علم اللغويات. وفي هذه الدراسة درس لابوف طريقة نطق بعض الحروف المتحركة عند سكان الجزيرة الأصليين. تميزت دراسة لابوف بأنها أخذت بعين الاعتبار العوامل الاجتماعية بالإضافة إلى القيود اللغوية في تفسير سبب وجود هذا التغير الملحوظ في نطق الحرف المتحرك المدروس. وتتضمن العوامل الاجتماعية التي دخلت في تفسيرات لابوف أثر المنطقة، والمهنة، والعمر، وشعور المواطنين تجاه حياتهم في الجزيرة.

## طرق تطبيق اللغويات الاجتماعية
مثلاً، يمكن لعالم اللغة الاجتماعي أن يميز من خلال دراسة السلوكيات الاجتماعية أن لهجة ما لا يمكن أن تُعد مناسبة للاستعمال في سياق عملي أو إطار مهني. كما يمكن أن يدرس علماء علم اجتماع اللغة القواعد والصوتيات والمفردات وجوانب أخرى لهذه اللهجة بقدر ما يدرس علماء اللهجات لهجة محلية.
إن تغير أشكال اللغة المختلفة مرتبط بالقيود الاجتماعية والتي تحدد اللغة في إطار سياقها.التحويل اللغوي مصطلح تم إطلاقه للإشارة إلى استعمال الأشكال المختلفة للغة في المواقف الاجتماعية المختلفة.
غالباً ما يُعد ويليام لابوف مؤسس دراسة علم اجتماع اللغة. كما اشتهر خصيصاً بتقديمه الدراسة الكمية لأشكال اللغة وتغيرها، وجعل علم اجتماع اللغة (علم الاجتماع اللغوي) فرعاً علمياً بحد ذاته.
بالإضافة إلى ذلك، فإنه يمكن أن تدرس اللغويات الاجتماعية الانتقال التدريجي للمدلولات الخاصة للكلمة في السياق (أي علم الدلالة) والذي يظهر في بعض المجموعات الاجتماعية أو الثقافية أو العرقية. مثلاً، درس اللغوي الروسي آلتينسيف مدلولات كلمة «حب» (المصطلح الأودمورتي من اليديشية ليبرالي =حب (الأدمورتيون من جمهورية أودمورتيا الروسية، واليديشية اللغة اليهودية الألمانية) عند اليهود الأشكانازيين من أودمورتيا وتتارستان. وكان قادراً على تعقب معانيها تدريجياً (مقياس التدرج) وخلُص إلى نتيجة وهي أن مفهوم كلمة «حب» يعتبر انتقالا تدريجياً لقيم فردية حيث تدور في أساسها حول «الدولة-القواسم المشتركة العرقية - العائلة». 
من ضمن الطرق المعتبرة في جمع البيانات للدراسات اللغوية الاجتماعية هي طريقة إجراء مقابلات لغوية. يقوم صاحب الدراسة عادة بإجراء لقاءات بغرض الحصول على فهم شكل لغوي معين وكيفية إستخدامه في لهجة الموضوع ومحاولة استخدام مجموعة متنوعة من الأساليب لاستنباط سجلات معينة من الكلام.

## بعض أقسام هذا العلم
علم المستويات اللغوية، الازدواجية اللغوية، التناوب اللغوي، علم اللهجات